# Niederhasli
Niederhasli est une commune suisse du canton de Zurich, située dans le district de Dielsdorf.

Photo aérienne prise par Walter Mittelholzer (1932).